# 野菜炒め

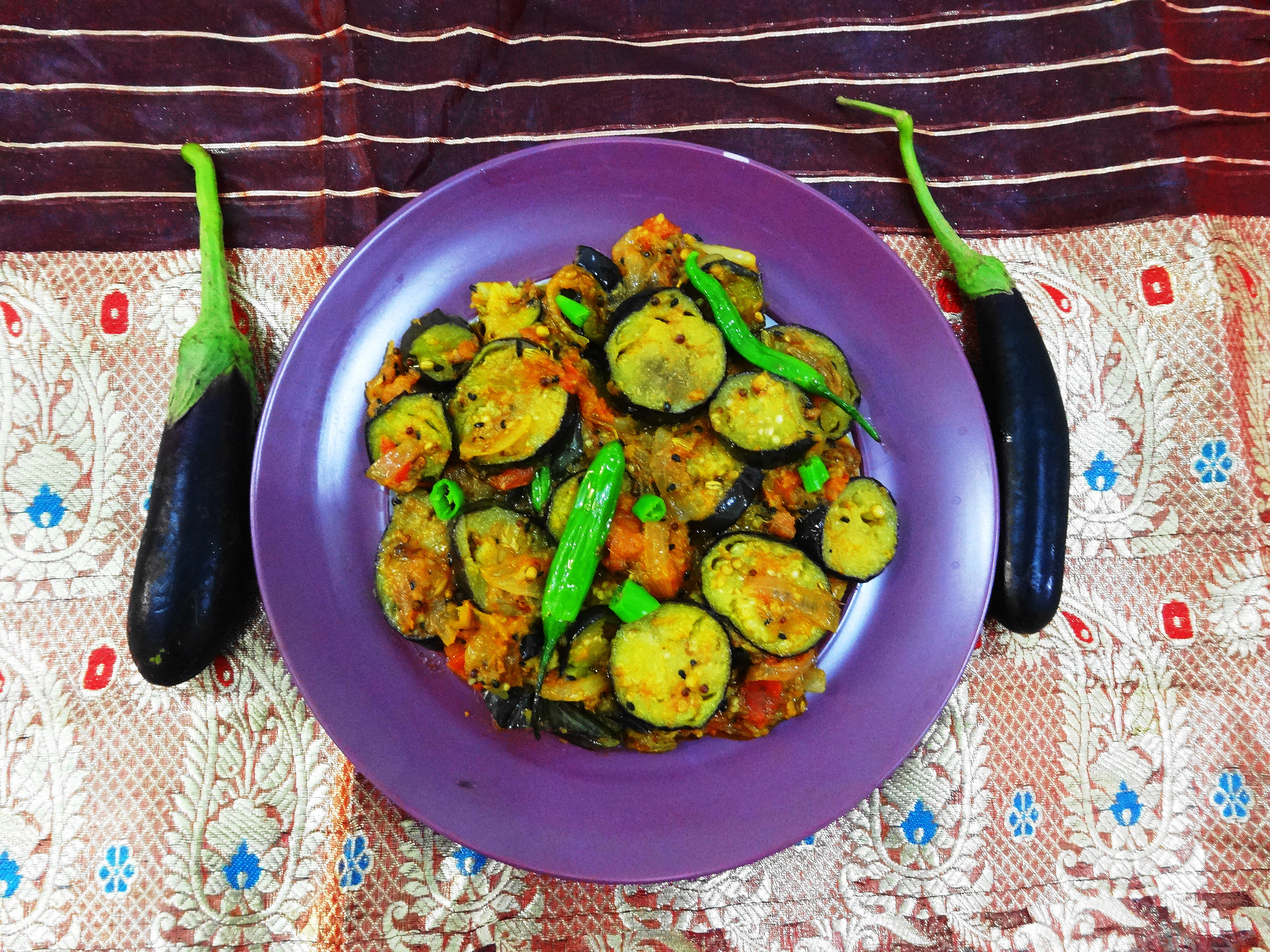
ナスを主とした野菜炒め

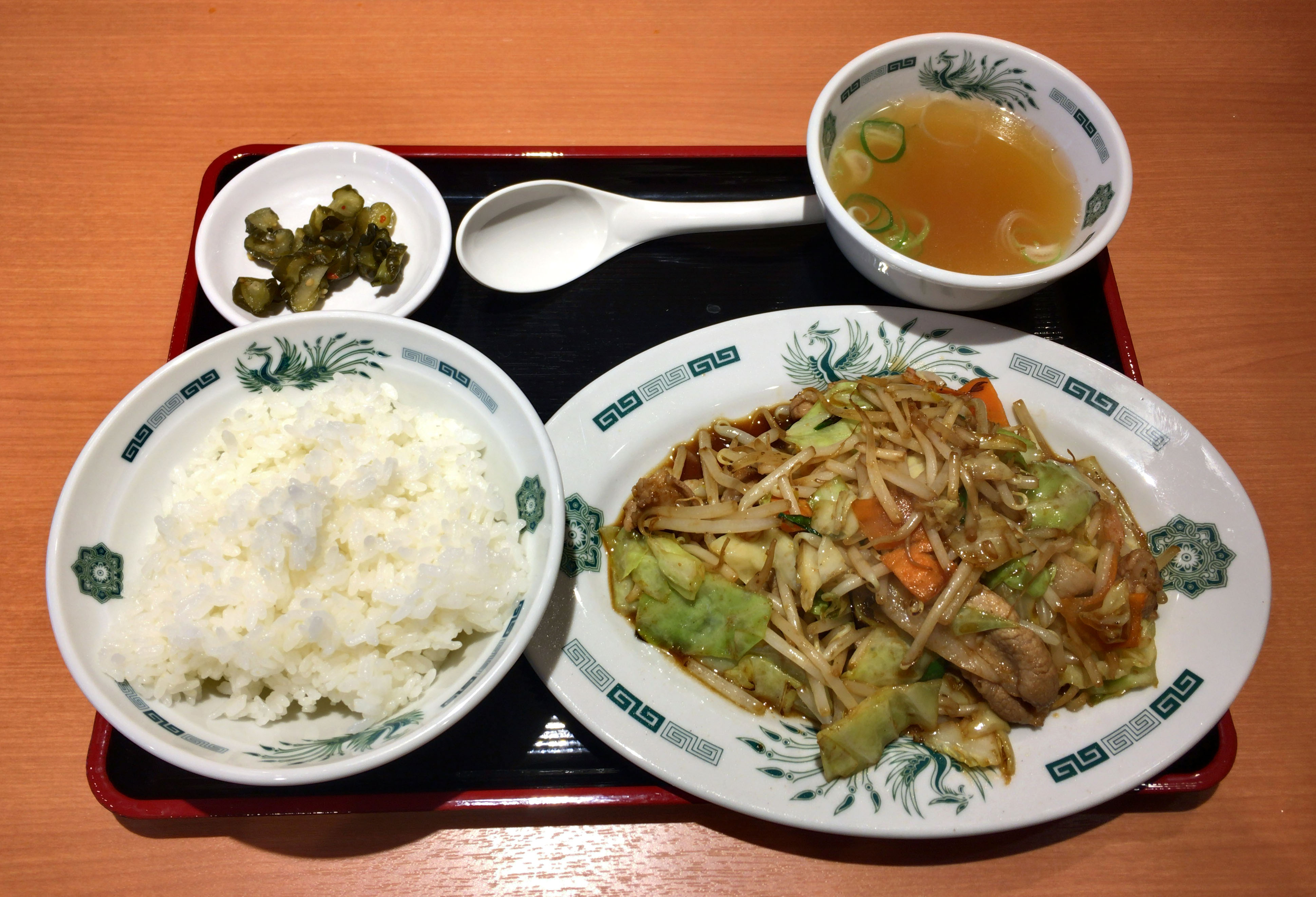
日高屋の肉野菜炒め定食

野菜炒め（やさいいため）は、野菜を主な材料として少量の油脂で炒め、調味した料理である。野菜炒めは日本料理・中華料理・西洋料理・タイ料理・朝鮮料理に広く存在している。

## 日本人と野菜炒め
『日々徳用倹約料理角力取組』では野菜を炒めたきんぴらが掲載されているように、江戸時代から一般的であった
。
しかし和食の一汁三菜は煮物・焼き物・和え物であり、炒めるというのは一般的ではなかった。ただし筑前煮のような、炒め煮はあった。
肉食が一般的ではなかった明治時代以前において、油脂といえば植物油だった。植物油の抽出には性能のよい圧搾技術が不可欠であり、圧搾技術が未発達だった往時の日本では油脂そのものが貴重品だった。そのため油脂を用いる炒めものは一般的ではなかった。しかし天ぷらなど、多量に油を用いる料理も存在したため、野菜炒めが好まれなかっただけかもしれない。明治から大正にかけて西洋風の調理法が日本国内でも紹介されるようになると、バターを用いた炒めものを紹介する料理書が急速に増加した。しかし食用油は依然貴重品であり、油脂を大量に要する中華風の野菜炒めは当時の料理書にあまり掲載されていない。
1920年代、ベンジン抽出法によって大豆油の生産量が増え、食用油として広く一般的に普及し始めた。料理書の普及や女子教育の高等化などによって大正時代には西洋料理が都市部で普及し、和洋折衷料理として一般的な食卓に取り入れられるようになった。大正末期から昭和初期には、（専門料理ではなく）家庭料理として、ジャガイモ・コマツナ・ニンジン・ネギ・卵などを油で炒め、醤油・塩コショウ・味噌などで味をつけた料理が一般的に食べられるようになっていたことがわかっているが、依然としてやや特殊な料理であったということもうかがえる。また、当時の記録のおよそ半数は野菜・きのこ類（ナス・山菜・ゴボウ・葉物など）1種類のみで作った炒めものであり、後に一般的となるもやし・タマネギ・ピーマンなどは使われていなかった。
1950年代から1960年代にかけて高度経済成長期を迎えると、ガスと電気が一般家庭の台所に普及し、炒め調理がきわめて広く一般家庭で見られるようになり、現在に至る。野菜炒めは調理が簡単で、扱う食品の数や種類の調整が容易であり、肉を加えることにより児童にも食べやすくなるよう工夫できる特徴をもつことから、小学校の家庭科の調理実習の題材としてもよく採用される。また、大学生がよく作る料理としても上位に位置することが報告されている。

## フライパンの変化と野菜炒め
アルミ製・フッ素樹脂加工品は鉄製と比べて昇温速度が遅いため、炒める料理には向いていない。こうしたフライパンで調理する場合は、手早くかき混ぜる、絶えず全体の火が当たっている部分を動かすなどの工夫をこらすことにより、効果的な調理法を調理者自身が行う必要がある。

## 世界各国の野菜炒め
サブジ
インド料理の一種で、野菜の炒め煮。キーマカレーの付け合わせなどで出される。
チャプチャイ
八宝菜に似たインドネシア料理。庶民向け食堂の単品メニューとしてよく見られる。
雲片（うんぺん）
蓮根、にんじん、筍、シイタケ、グリーンピースなどを細切りにして胡麻油で炒め、塩・醤油・砂糖・出汁などで調味したあと、葛餡でとろみを付けた炒め煮。日本の普茶料理に出されるメニューのひとつ。

## 材料
ナス
キャベツ
タマネギ
スライスしたり、ざく切りにして入れると、炒めている途中でほぐれて半透明になり、辛味が薄れて甘味が増す。比較的最初の頃に入れても構わないが、歯ごたえを残したい場合は、他の材料がある程度炒まった段階で加えると良い。ただし、炒め過ぎると汁に含まれる糖質が焦げて苦くなるため、苦味を好まない人は炒め過ぎに注意すべきである。
モヤシ
1分程度を超えて加熱すると、シャキシャキとした食感が失われるが、青臭さが軽減される。
ニンジン
ピーマン
セロリ
ニラ
チンゲンサイ
栄養素としては無機成分を多く含み、炒めた後も比較的高い残存率を示すことが報告されている。
ハクサイ
シイタケ
空芯菜※ヨウサイとも呼ぶ
中国では、一般的な野菜である。
豚肉、牛肉、鶏肉等の食肉
本場の中国では、豚肉が好まれる。
ソーセージ、ハム、ベーコン等の食肉加工品、魚肉ソーセージ、蒲鉾、竹輪等の魚肉練り製品

## 健康への影響
一般に豚肉や鶏肉を焼くと、細菌は死滅する一方で変異原と呼ばれる有害物質（遺伝毒性・発がん性の可能性がある）が増える。しかし、豚肉に加熱したニンジン・モヤシ・キャベツを加える、コショウや醤油を添加するなどの行為により、変異原性が数十パーセント抑制されるという研究結果が報告されている。同報告では、さらに実際の食生活に近い形で、豚肉・ニンジン・モヤシ・キャベツを具材とし、醤油と味噌で味付けした野菜炒めを作って評価したところ、豚肉の単独加熱の場合と比較して25パーセントの変異原性抑制率を得ており、肉由来の変異原を避けるという観点から野菜炒めにすることの有効性が実証されている。

## 野菜炒めに属する料理
- チャンプルー
- イッチャーシー
- サブジ
- モンゴリアンバーベキュー